# Vilmos Zombori
Vilmos Zombori est un footballeur puis entraîneur roumain issu de la minorité hongroise, né le 11 janvier 1906 à Temesvár en Autriche-Hongrie (aujourd'hui Timișoara en Roumanie) et mort le 17 janvier 1993. Il évolue au poste de gardien de but du milieu des années 1920 à la fin des années 1930.
Formé au Chinezul Timișoara avec qui il remporte le titre de championnat de Roumanie en 1926-1927, il fait ensuite l'essentiel de sa carrière au Ripensia Timișoara où il remporte trois nouveaux championnats et deux coupes nationales.
Sélectionné à six reprises en équipe nationale, il dispute la Coupe du monde 1934.

## Biographie
Vilmos Zombori rejoint à treize ans le Chinezul Timișoara. Après un passage au Sparta CFR, il fait ses débuts en équipe première du Chinezul lors de la saison 1926-1927, qui voit le club remporter le championnat. Il connaît, la même année, sa première sélection en équipe de Roumanie face à la Yougoslavie. Dans ce match amical disputé à l'extérieur, le 3 octobre 1926 et comptant pour la King Alexander's Cup, les Roumains s'imposent sur le score de trois buts à deux. Sa seconde sélection intervient trois ans plus tard, également dans le cadre de la King Alexander's Cup et toujours face à la Yougoslavie. À domicile, les Roumains s'inclinent sur le score de trois buts à deux,.
Il rejoint en 1930 l'équipe du Ripensia Timișoara et remporte le championnat en 1933 en inscrivant un penalty, geste dont il est un spécialiste. Vice-champion en 1934 et vainqueur de la Coupe, il est sélectionné par les deux entraîneurs Josef Uridil et Costel Rădulescu pour disputer la Coupe du monde 1934 en Italie. Lors de la compétition, la sélection est éliminée au 1er tour par l'équipe de Tchécoslovaquie sur un score de deux buts à un en huitième-de-finale. Avec son club, il remporte ensuite trois nouveaux titres de champion en 1935, 1936 et 1938 et une autre coupe en 1936.
En 1938, il quitte le Ripensia Timisoara et rejoint l'ILSA Timișoara puis, en fin de saison, arrête sa carrière professionnelle. Après la Seconde Guerre mondiale, il joue jusqu'à ses 41 ans au sein du Politehnica Timișoara. Il devient ensuite entraîneur et dirige, de 1949 à 1951, le Vulturii Lugoj (de). Il exerce par la suite la fonction d'arbitre jusqu'en 1957. Il meurt le 17 janvier 1993.

## Palmarès
Vilmos Zombori remporte le championnat de Roumanie en 1926-1927 avec le Chinezul Timișoara, et en 1933, 1935, 1936 et 1938 avec le Ripensia Timișoara. Avec ce club, il remporte aussi deux Coupe de Roumanie en 1934 et 1936.
Il compte six sélections en équipe de Roumanie et dispute la Coupe du monde 1934. Il remporte avec la sélection le trophée amical de la King Alexander's Cup en 1927, compétition dont il est finaliste en 1929.